# Lepidasthenia longicirrata
Lepidasthenia longicirrata är en ringmaskart som beskrevs av Miles Joseph Berkeley 1923. Lepidasthenia longicirrata ingår i släktet Lepidasthenia och familjen Polynoidae. Inga underarter finns listade i Catalogue of Life.